# Wiktor Szkłowski
Wiktor Borisowicz Szkłowski (ros. Виктор Борисович Шкловский; ur. 12 stycznia?/24 stycznia 1893 w Petersburgu, zm. 5 grudnia 1984 w Moskwie) – rosyjski pisarz, literaturoznawca, filmoznawca i scenarzysta, jeden ze współtwórców i najwybitniejszych przedstawicieli rosyjskiej szkoły formalnej, współzałożyciel OPOJAZu.

## Twórczość
Najważniejsze jego dzieła naukowe z okresu formalistycznego: Sztuka jako chwyt (1917), O tieorii prozy (1925), Mietod pisatielskiego mastierstwa (1928). W tekstach tych Szkłowski rozwinął m.in. teorię chwytu literackiego, w szczególności „udziwnienia” (nazywanego czasem też „uniezwykleniem”).
Po roku 1930 (artykuł Pamiatnik naucznoj oszybkie) zaczyna publikować rzadziej, odchodzi od radykalnie formalistycznego podejścia do literatury i zbliża się nieco (być może pod wpływem okoliczności zewnętrznych) do marksizmu. Nadal jednak interesuje się przede wszystkim analizą formy.
Najważniejsze dzieła naukowe z późniejszego okresu: O Majakowskim (1940), O prozie. Rozważania i analizy (1959), Lew Tołstoj (1963) i ważne studium filmoznawcze Eisenstein (1975). W pismach tego okresu Szkłowski więcej miejsca niż wcześniej poświęca zagadnieniu poznania w sztuce.
Z pism literackich i autobiograficznych Szkłowskiego należy wymienić: Ze wspomnień (1917–1922), Zoo (1923), Żyli-byli (1962).
Pochowany na Cmentarzu Kuncewskim w Moskwie.

### Proza
- 1923 – Podróż sentymentalna[2] (ros. Сентиментальное путешествие) – autobiograficzna proza o czasach wojny ojczyźnianej
- 1923 – Zoo. Pis’ma nie o lubwi ili Trietja Ełoiza (ros. Zoo. Письма не о любви или Третья Элоиза) – powieść epistolarna
- 1925 – Iprit (ros. Иприт) – powieść fantasy (napisana wspólnie z W. Iwanowem)
- 1926 – Trietja fabrika (ros. Третья Фабрика) – proza autobiograficzna
- 1929 – Matwiej Komarow, żytiel goroda Moskwy (ros. Матвей Комаров, житель города Москвы) – nowela
- 1936 – Kapitan Fiedotow (ros. Капитан Федотов) – proza autobiograficzna
- 1939 – Minin i Pożarskij (ros. Минин и Пожарский) – nowela
- 1958 – Istoriczeskije powiesti i rasskazy (ros. Исторические повести и рассказы) – zbiór opowiadań i nowel
- 1963 – Konstantin Eduardowicz Ciołkowskij (ros. Константин Эдуардович Циолковский) – nowela
- 1965 – Powiest; o chudożnikie Fiedotowie (ros. Повесть о художнике Федотове) – proza autobiograficzna

Proza historyczna
- Wtoroj maj posle oktiabria (ros. Второй май после октября)
- W Jasnoj Polanie (ros. В Ясной Поляне)
- Żytije archijeriejskogo służki (ros. Житие архиерейского служки)
- Marko Poło (ros. Марко Поло)
- Minin i Pożarskij (ros. Минин и Пожарский)
- O mastierach starinnych (ros. О мастерах старинных)
- Portriet (ros. Портрет)

### Publicystyka
- 1921 – Riewolucija i front (ros. Революция и фронт) – wspomnienia
- 1923 – Chod konia (ros. Ход коня) – zbiór artykułów
- 1923 – Litieratura i kiniematograf (ros. Литература и кинематограф) – zbiór
- 1927 – Tiechnika pisatielskogo riemiesła (ros. Техника писательского ремесла)
- 1928 – Gamburgskij sczot (ros. Гамбургский счёт)
- 1930 – Ob odnoj naucznoj oszybkie (ros. Об одной научной ошибке)
- 1933 – Czułkow i Lewszyn (ros. Чулков и Левшин)
- 1937 – Zamietki o prozie Puszkina (ros. Заметки о прозе Пушкина)
- 1939 – Dniewnik (ros. Дневник) – zbiór artykułów
- 1940 – O Majakowskim[3] (ros. О Маяковском) – wspomnienia
- 1944 – Wstrieczi (ros. Встречи)
- 1955 – Zamietki o prozie russkich kłassikow (ros. Заметки о прозе русских классиков)
- 1957 – Za i protiw. Zamietki o Dostojewskom (ros. За и против. Заметки о Достоевском)
- 1959 – O prozie: Rozważania i analizy[4] (ros. Художественная проза. Размышления и разборы)
- 1965 – Za sorok let. Stati o kino (ros. За сорок лет. Статьи о кино) – zbiór artykułów i badań
- 1966 – Powiesti o prozie. Razmyszlenija i razbory (ros. Повести о прозе. Размышления и разборы)
- 1967 – Lew Tołstoj[5] (ros. Лев Толстой)
- 1971 – (ros. Достоевский)
- Za 60 let. Raboty o kino (ros. За 60 лет. Работы о кино) – zbiór artykułów i badań
- Iskusstwo kak prijom (ros. Искусство как приём)
- Żyli-byli (ros. Жили-были) – wspomnienia
- O sołnce, cwietach i lubwi (ros. О солнце, цветах и любви)
- Rozanow (ros. Розанов)
- Eisenstein[6] (ros. Эйзенштейн)

Prace teoretyczne
- 1914 – Woskrieszenije słowa (ros. Воскрешение слова)
- 1921 – Razwiortywanije siużeta (ros. Развёртывание сюжета)
- 1921 – „Tristram Szendi” Stierna i tieorija romana(ros. „Тристрам Шенди” Стерна и теория романа)
- 1925 – O tieorii prozy (ros. О теории прозы)
- 1970 – Tietiwa. O nieschodstwie schodnogo (ros. Тетива. О несходстве сходного)
- 1983 – O tieorii prozy (ros. О теории прозы)
- O poezii i zaumnom jazykie (ros. О поэзии и заумном языке)

### Scenariusze
Kino nieme
- 1926:
  - Prostytutka (ros. Проститутка)
  - Krylja chołopa (ros. Крылья холопа)
  - Według prawa (ros. По закону) – ekranizacja opowiadania Jacka Londona
  - Priedatiel (ros. Предатель)
- 1927:
  - Miłość we troje (ros. Третья Мещанская)
  - Uchaby (ros. Ухабы)
  - Jewriei i ziemla (ros. Евреи и земля)
  - Ledianoj dom (ros. Ледяной дом)
- 1928:
  - Dwa broniewika (ros. Два броневика)
  - Dom przy Trubnej (ros. Дом на Трубной)
  - Kazaki (ros. Казаки)
  - Owod (ros. Овод)
  - Kapitanskaja doczka (ros. Капитанская дочка)
  - Poslednij attrakcion (ros. Последний аттракцион)
- 1929 – Turksib (ros. Турксиб)
- 1930:
  - Amierikanka (ros. Американка)
  - Otczim (ros. Отчим)

Kino dźwiękowe
- 1928 – Mołodioż pobieżdajet (ros. Молодёжь побеждает)
- 1932 – Miortwyj dom (ros. Мёртвый дом)
- 1932 – Horyzont (ros. Горизонт)
- 1933 – Biełomorsko-Bałtijskij wodnyj put' (ros. Беломорско-Балтийский водный путь)
- 1939 – Minin i Pożarski (ros. Минин и Пожарский)
- 1947 – Aliszer Nawoi (ros. Алишер Навои)
- 1948 – Dalokaja niewiesta (ros. Далёкая невеста)
- 1953 – Czuk i Giek (ros. Чук и Гек)
- 1955 – Owod (ros. Овод)
- 1961 – Kazaki (ros. Казаки)
- 1970 – Bałłada o Bieringie i jego druzjach (ros. Баллада о Беринге и его друзьях)

Filmy animowane
- 1937 – Tri miedwiedia (ros. Три медведя)
- 1963 – Tri tołstiaka (ros. Три толстяка)
- 1967 – Bajka o złotym koguciku (ros. Сказка о золотом петушке)

## Polskie przekłady
- Sztuka jako chwyt, przeł. R. Łużny, w: Teoria badań literackich za granicą. Antologia, wybór S. Skwarczyńska, t. 2 cz. 3 „Od formalizmu do strukturalizmu”, Kraków 1986.
- Ze wspomnień, wyd. pol. 1965.
- O Majakowskim, wyd. pol. 1960.
- O prozie. Rozważania i analizy, przeł. S. Pollak, Warszawa 1964.
- Lew Tołstoj, przeł. R. Granas, Warszawa 1982.
- Eisenstein, przeł. S. Pollak, Warszawa 1980.